# インプラント専門歯科技工士
インプラント専門歯科技工士（いんぷらんとせんもんしかぎこうし）とは、社団法人日本口腔インプラント学会が認定する歯科技工士に関する民間資格である。

## 概要
歯科技工士の口腔インプラントに関する対する専門的知識と技術を確保するとともに、口腔インプラント学の発展及び向上を図り、国民の口腔保健の増進に貢献することを目的に2007年に設立された。

## 資格
- 日本国歯科技工士の免許証を有すること。
- 日本口腔インプラント学会正会員であること。
- 3年以上インプラント上部構造の技工に携わっていること。
- 日本口腔インプラント学会学術大会及び支部学術大会に各1回以上参加していること。
- インプラント専門歯科技工士教育講座を1回以上受講していること。
- インプラント専門歯科技工士試験に合格していること。
- 口腔インプラント専門医1名の推薦があること。
- 暫定措置として2010年3月まで書類審査のみとなり、試験および試験料が免除されている